# Erik Gustaf Boström
Erik Gustaf Bernhard Boström (11. februar 1842 – 26. februar 1907) var en svensk godsejer og politiker, der var Sveriges statsminister fra 1891 til 1900 og igen fra 1902 til 1905. Han var brodersøn til C.J. Boström.

## Biografi
Boström blev 1861 student i Uppsala, men måtte allerede 1863 forlade universitetet for at overtage styrelsen af fideikommisset Östanå, en af Sveriges større landejendomme. Han viste sig snart som en dygtig landmand og valgtes 1870 til bestyrelsen for Stockholms läns Landhusholdningsselskab (næstformand 1889, formand 1897) og desuden til länets landsting (næstformand 1883-88, formand 1889-91); også andre offentlige tillidshverv gavs ham. 
1875 valgtes han til 2. kammer (genvalgt indtil 1893) og vandt snart stor indflydelse ved sin veltalenhed, skarphed i debatten og snarrådighed. Han hørte oprindelig til kammerets mellemparti (Intelligensen), men kom snart i godt forhold til Lantmannapartiet. Han fik tidlig sæde i vigtige udvalg, var 1880-90 medlem af bevillingsudvalget (formand siden 1887), 1888-91 fullmäktig i Riksgäldskontoret (formand i de to sidste år) og 1879-82 medlem af
toldkommissionen. I 1888 blev han formand i den komité, der skulde udarbejde en ny toldtarif overensstemmende med Rigsdagens samme år tagne beslutninger. 
Boström, som tidlig var talsmand for toldbeskyttelse, særlig for landbrugets frembringelser, havde nemlig 1888 sluttet sig til Nya Lantmannapartiet og blev snart et af dets ledende medlemmer. I 1889 fik han endvidere det hverv at deltage i forhandlingerne om Sveriges og Norges gensidige handels- og søfartsforhold, dvs. for at udarbejde en ny mellemrigslov. Endelig blev han juli 1891 statsminister og fik på den overordentlige rigsdag i efteråret 1892 gennemført en ny hærordning med væsentlig udvidelse af værnepligten, samtidig med en fuldstændig afskrivning af grundskatterne, hvorved et længe omtvistet spørgsmål blev bragt ud af verden. 
Januar 1893 gjordes ved en udtalelse i statsrådsprotokollen det første skridt fra svensk side til at fremkalde en ny ordning af de forenede rigers udenrigsstyrelse, med fælles udenrigsminister, svensk eller norsk mand. Som midlertidig finansminister (november 1894-marts 1895) gennemførte han forhøjet told på korn og mel, oprindelig endog ved foreløbig lov kort før Rigsdagens sammenkomst, og som førsteminister medvirkede han endvidere til en endelig fastsættelse af de to kamres medlemstal (dvs. begrænsning af byernes politiske indflydelse) (1894) og til en indskrænkning af den enkelte vælgers stemmetal ved kommunale valg (1900). Endvidere tvang han 1898 Ofoten-jernbanens forlængelse igennem. 
For at imødekomme den protektionistiske strømning lod han 1895 Mellemrigsloven med Norge falde bort; men da han ikke kunne hindre den norske flaglov 1899, overtog han selv for et par måneder (oktober-december) udenrigsministeriet for at give de fremmede regeringer formel meddelelse herom, hvad den daværende udenrigsminister ikke var villig til. I september 1900 trak han sig tilbage fra regeringen, hædret på mange måder, blandt andet ved udnævnelse til formand i Nobelstiftelsens styrelse og til æresdoktor ved Uppsala Universitet. 
Dog gik han ikke dermed bort fra det offentlige liv, idet han beholdt sit sæde i 1. Kammer, hvortil han var valgt 1893 af Stockholms Län. I denne stilling
støttede han 1901 den nye hærordning, hvorved Indelningsverket helt afskaffedes, og landets forsvarskraft væsentlig styrkedes. Allerede juni 1902 kaldtes han på ny til statsminister, endog med fuld frihed til at vælge de andre ministre, og overraskede nu almenheden ved at tage forholdsvis fremskridtslystne mænd til kongens råd, men endnu mere, da han i sit politiske program fremsatte forslag om almindelig valgret med 25 års alder og indførelse af forholdstalsvalgmåden. 
Han kunde dog ikke opnå 2. Kammers tilslutning til den sidstnævnte sidstnævnte ordning, ej heller overvinde 1. Kammers modstand imod opgivelsen af direkte skatydelse som valgretsvilkår. Derimod fik han 1904 gennemført en indgribende omdannelse af det højere skolevæsen og en vigtig lov om "egne hjem" til arbejderne. I 1905 afsluttedes derimod temmelig brat hans offentlige Liv, og dette skyldtes hans optræden over for Norge, som han fra gammel tid nærede misstemning imod. 
Uden at agte indstillingen (juli 1902) fra den fælles fagmandskommission om konsulatsvæsenets ordning og den udsigt, som det såkaldte »kgl. kommuniké« - dvs. en foreløbig overenskomst mellem begge regeringer – (marts 1903) havde givet til særskilt konsulatsvæsen for hvert rige, fik han i November 1904 udenrigsminister Lagerheim fjernet og fremsatte selv et modforslag til den norske regerings indstilling, som af alle partier i Norge erkendtes for uantageligt. Mulighed for et forlig om denne sag var dermed udelukket.
Da kronprinsregenten april 1905 foreslog, at der skulde åbnes ny underhandlinger på et bredere grundlag, trak Boström sig tilbage for at give sine eftermænd frie hænder; men han havde ved sin tidligere optræden hidset stemningen i Norge så stærkt, at der ikke længere kunne ventes nogen mindelig løsning af striden mellem de to folk, og at man i Norge var bestemt på at gennemføre et særligt konsulatsvæsen selv med fare for en sprængning af Unionen. At Boström ved sin stejle holdning over for Norges Krav har haft væsentlig skyld i at fremkalde denne udgang, kan næppe omtvistes. Ved sin afgang fra
ministeriet blev Boström universitetskansler.